# UFC 193
UFC 193: Rousey vs. Holm var en MMA-gala som arrangerades av Ultimate Fighting Championship och ägde rum 14 november 2015 i Melbourne i Australien. 

## Resultat
1. ↑  Titelmatch i bantamvikt.
2. ↑  Titelmatch i stråvikt.